# Torre de la Estrella
La Torre de la Estrella son los restos arqueológicos de una antigua torre medieval ubicada en el Cerro Estrella, sierra de los Bodegones, en el límite del término municipal de Pegalajar, lindero con el de Cárcheles, en la provincia de Jaén (Andalucía, España). Se ubica a una altitud de unos 1040 m s. n. m.

## Descripción
De la torre lo único que se ha conservado son los cimientos, circulares de unos 5 metros de diámetro, y algunos restos de sillares dispersos por la zona, pertenecientes a la misma. La torre era, por lo tanto, cilíndrica, desconociéndose su altura.
Se localiza sobre el paso de la Cerradura, junto al Puerto de la Estrella, al que da nombre, entre el Cerro de la Estrella y la sierra de los Bodegones. 
Conectaba visualmente la Torre de la Cabeza con la Torre de los Morrones, controlando el valle del Guadalbullón. A mucha más distancia, pero en el campo visual de ella, quedaba la Torre de la Pedregosa, en la Serrezuela de Pegalajar.

## Historia
La torre de la Estrella sirvió hasta el siglo XV, además de como atalaya de control y vigilancia de la frontera cristiana en contacto visual con una red de torres a lo largo del valle del Guadalbullón, como aduana para el comercio entre los reinos de Castilla y de Granada. Se colocaba en un lugar de paso por el que circulaban los mercaderes de ambos reinos. A partir del siglo XV, este puerto redujo significativamente el tránsito de comerciantes y dejó de emplearse como punto de recaudación de aranceles.
Aparece citada en multitud de documentos, como son los Hechos del condestable don Miguel Lucas de Iranzo, el Libro de la Montería de Alfonso XI, documentos donde se delimita el término municipal de Pegalajar en 1559 y otros documentos municipales.

## Toponimia
El autor Gregorio José Torres Quesada plantea que el topónimo «estrella» signifique «cruce de caminos», ya que la torre se encuentra en un entramado en el que confluyen múltiples caminos, como son el ramal que se dirige desde el Puerto de la Estrella a Otíñar, otro usado por los ganaderos que descendía de Palomares hacia el valle del Guadalbullón, o el camino de Jaén a Cambil, la ruta comercial de gran importancia anteriormente citada, que también era transitada con frecuencia por tropas árabes y cristianas.